# Casablanca Express
Pour plus de détails, voir Fiche technique et Distribution.
Casablanca Express est un film italien réalisé par Sergio Martino, sorti en 1989.

## Fiche technique
- Titre : Casablanca Express
- Réalisation : Sergio Martino
- Scénario : Roberto Leoni, Sergio Martino et Ernesto Gastaldi
- Photographie : Giancarlo Ferrando
- Musique : Luigi Ceccarelli
- Pays de production : Italie
- Genre : action
- Date de sortie : 1989

## Distribution
- Jason Connery : Alan Cooper
- Francesco Quinn : Capitaine Franchetti
- Jinny Steffan : Lieutenant Lorna Fisher
- Manfred Lehmann : Otto Von Tiblis
- Jean Sorel : Major Valmore
- Donald Pleasence (VF : Philippe Dumat) : Colonel Bats
- Glenn Ford : Major Williams
- John Evans : Winston Churchill